# Trung tâm Hội chợ Triển lãm Messe

Tòa nhà chính với sảnh ra vào ở phố Masurenallee, thiết kế xây dựng bởi Richard Ermisch.

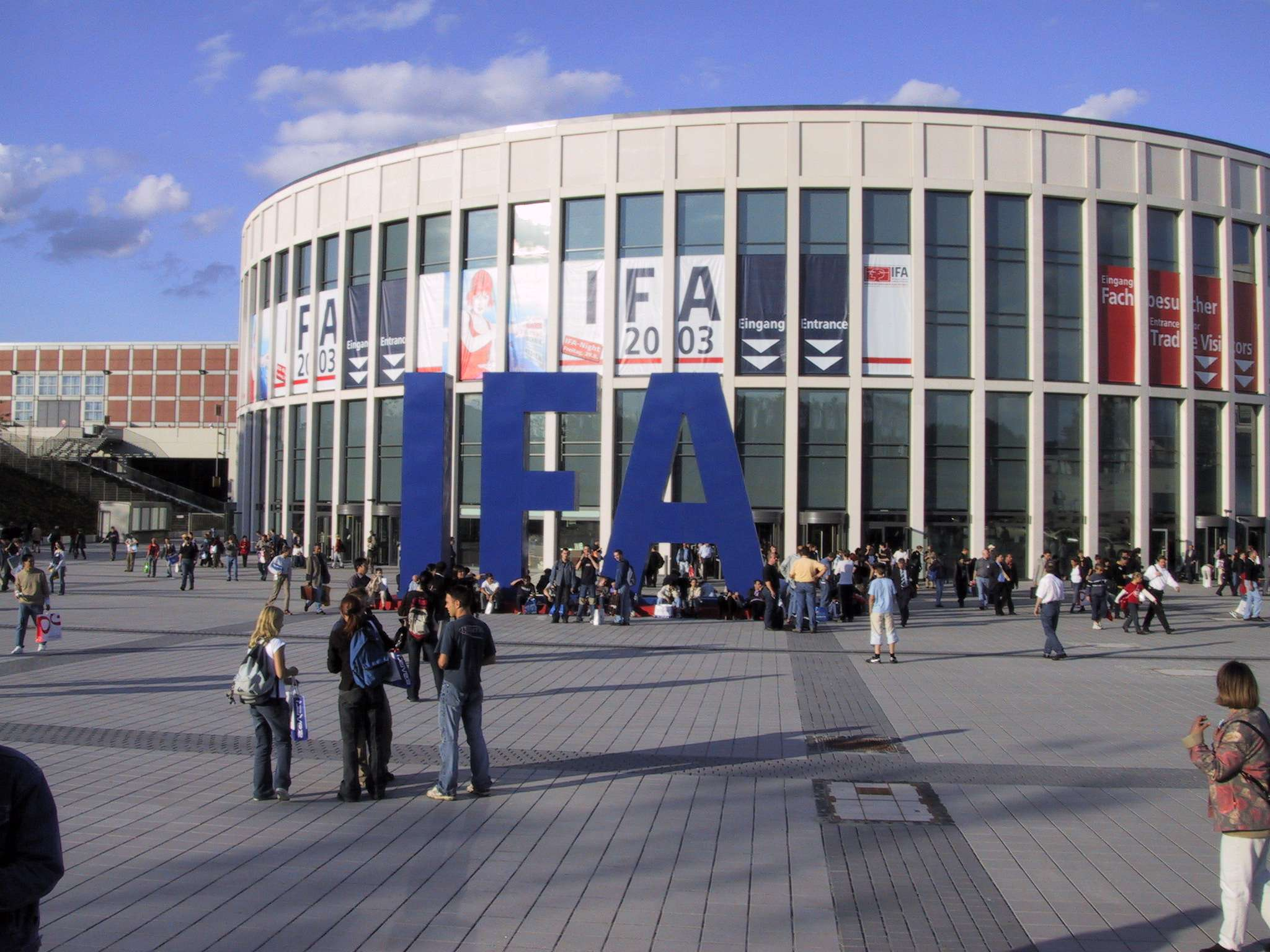
Cổng vào phía nam - IFA 2003

Trung tâm Hội chợ Triển lãm Messe (tiếng Đức: Messegelände) nằm ở tuyến phố Masurenallee thuộc Westend, quận Charlottenburg-Wilmersdorf, Berlin. Nơi này đối diện với tòa nhà của một đài phát thanh (tiếng Đức: Haus des Rundfunks).
Từ 2011, địa điểm này được biết tới là Berlin ExpoCenter City (tạm dịch: Trung tâm Triển lãm Berlin), điều hành bởi công ty Messe Berlin GmbH.

## Tổng quan
Công trình được xây dựng trong các năm 1936 và 1937, gồm 26 hội trường bao phủ một diện tích rộng 160000 mét vuông với Funkturm Berlin. Các hội trường được nối với Trung tâm Hội nghị Quốc tế Berlin (nơi này đóng cửa năm 2014 và vẫn chưa hoạt động lại cho tới tháng 12 năm 2016) thông qua 1 cây cầu. Về phía nam là Trung tâm hội thảo và triển lãm CityCube Berlin, được xây trên nền cung thể thao cũ Deutschlandhalle, mở cửa năm 2014 để thay thế Trung tâm Hội nghị Quốc tế Berlin.
Những hội chợ thương mại quan trọng đã từng được tổ chức ở đây trong đó có Tuần lễ xanh quốc tế Berlin, Triển lãm điện tử tiêu dùng và điện gia dụng quốc tế Berlin (IFA), Triển lãm Hội chợ du lịch quốc tế Berlin (ITB Berlin), Youth fair YOU, Venus Berlin và Hội chợ Thương mại quốc tế về Công nghệ vận chuyển đường sắt (InnoTrans).